# Роман (Апостолеску)
Роман (в миру Раду Апостолеску, рум. Radu Apostolescu; 30 марта 1933, Париж — 27 июля 2012, село Вифорыта, жудец Дымбовица) — епископ Брюссельский в юрисдикции Истинно-православной церкви Молдавии. До 2001 года — священник РПЦЗ.

## Биография
Родился 30 марта 1933 года в Париже от румынских эмигрантов Василия и Элеоноры.
Женился в 1957 году. В 1963 году в румынском храме на рю Жан де Бове в Париже, который на тот момент входил в состав Русской Зарубежной Церкви, был рукоположён епископом Севрским Феофилом (Ионеску) в сан диакона, а в 1965 году — в сан иерея.
В 1970 году покинул своего епископа после того, как тот помянул на великом входе почившего Папу Римского Иоанна XXIII. Архиепископ Женевский Антоний (Бартошевич) принял священника Раду Апостолеску в свою епархию и, приписав его к храму Всех Святых в Земле Российской Просиявших в Париже, поручил ему также обслуживание отдалённых храмов, временно лишённых настоятеля.
Имел высшее образование по психологии, по французскому, английскому и румынскому языкам, имел также университетские дипломы по физике, химии и биологии, закончил класс Гармонии при высшем музыкальном училище Парижа. По отзыву протоиерея Вениамина Жукова, «был своего рода ходячей энциклопедией в силу полученного им всестороннего образования». Зарабатывал себе на жизнь как профессор английского языка.
В тех приходах, где появлялась тенденция служить частично на французском языке, он восстанавливал полные службы на церковнославянском языке, считая его богатейшим литургическим и, следовательно, церковно-воспитательным языком. Утешал он себя тем, что он единственный Румын заграницей, служащий по церковному календарю.
В конце 1994 года после неудавшейся попытки, при содействии местного духовенства, установить взаимоотношения, с конечной целью воссоединения румынского храма с Румынской православной церковью, о. Раду был назначен Митрополитом Виталием (Устиновым) временным настоятелем румынского прихода в Париже. Вскоре против о. Раду были возбуждены судебные действия сторонниками Румынской Патриархии, длившиеся около трёх лет, пока в 1998 году РПЦЗ в силу Акта временного присоединения 1958 года не предоставил румынским приходам полную свободу действий, считая, что РПЦЗ исполнил долг в отношении православных румын в рассеянии.
По отзыву Вениамина Жукова, «не снискал себе общего уважения среди своих соотечественников, они его недопонимали. Он непоколебимо служил по церковному календарю (хоть и службы совершались в этом храме фактически только по воскресным дням, прихожане отмечали, что служащий поминал святых не по принятому у них календарю). Он также смело заявлял, что католики — еретики, тогда как в румынской эмиграции в силу возвышенных национальных чувств, допускалась большая толерантность к униатству. Он также им говорил, что православна только Русская Зарубежная Церковь и православны те, кто имеют с нею общение».
17 июля 1999 года в числе 12 клириков Западно-Европейской епархии подписал письмо к архиепископу Сиракузскому и Троицкому Лавру, в котором выражался протест в связи с тем, что в случае ухода на покой епископа Серафиме (Дулгова), новым правящим архиереем может быть назначен епископ Амвросий (Кантакузен), которого подписанты обвиняли в единомыслии архиепископу Марку (Арндту), которого они резко критиковали за стремление наладить контакты с Московским Патриархатом.
В конце 1999 году после того, как протоиерей Сергий Пух был освобожден от настоятельства в приходе РПЦЗ в Страсбурге, священник Раду Апостолеску стал служить на этом приходе один или два раза в месяц. Служил на этом приходе до начала 2004 года, когда приход перешёл в РИПЦ.
16 октября 2000 года подписал открытое письмо нескольких клириков Западно-Европейской епархии РПЦЗ, в котором они констатировали, что «с глубочайшим смятением и возмущением только что узнали о запланированной на ноябрь месяц с.г. передаче нашего женевского Крестовоздвиженского собора в руки т. н. „Московской Патриархии“» и требовали от Архиерейского Собора «предпринять действенные и неотложные меры, дабы предотвратить предательство и пресечь очередное возмутительное беззаконие».
13/26 апреля 2001 решением Архиерейского Синода РПЦЗ был запрещён в священнослужении в числе других клириков Западно-Европейской епархии: протоиереев Михаила де Кастелбажака, Вениамина Жукова, Павла Пуарье, иереев Николая Семёнова, Квинтина де Кастелбажака, Николая Апостолеску, протодиакона Сергия Всеволожского и Германа Иванова-Тринадцатого. Архиерейский Синод определил этим клирикам встретиться с секретарём Архиерейского Синода, преосвященным архиепископом Лавром, для обсуждения сложившегося положения 19 апреля/ 2 мая в г. Мюнхене, Германия. Никто из запрещённых священнослужителей не воспользовался этим указанием.
Осенью 2001 года не признал уход на покой митрополита Виталия (Устинова) и избрания Митрополита Лавра, примкнув к оформившейся тогда же РПЦЗ(В).
21 сентября 2001 года подписал «Обращение клириков Западно-Европейской епархии к российским преосвященным: архиепископу Лазарю, епископу Веньямину и епископу Агафангелу и к участникам Воронежского совещания», в котором выражалось поддержка «Обращения собрания российских приходов РПЦЗ», прошедшего 5 сентября в Воронеже.
30 октября 2001 года резолюцией Особого духовного суда, назначенного Архиерейским Собором Русской православной церкви заграницей извергнут из священного сана за священнодействия под запрещением. Резолюция вступила в силу вступившей в силу 13 декабря.
1 ноября 2001 года подписал «Заявление пастырского совещания западно-европейского духовенства и представителей духовенства курских, белгородских, новгородских и зырянских приходов», в котором не признавался уход митрополита Виталия на покой, состоявшийся в октябре 2001 года Архиерейский собор РПЦЗ именовался «разбойничьим», каноническая РПЦЗ во главе с митрополитом Лавром именовалась «незаконной» и констатировалось отсутствие евхаристического общения «с ней и со всеми, кто признает её власть».
28 июля 2003 года в парижском храме Всех Святых Земли Российской Просиявших был награждён Варнавой (Прокофьевым) за долголетнюю службу был награждён золотым наперсным крестом.
15 июня 2006 года подписал «Обращение к Блаженнейшему Митрополиту Виталию духовенства РПЦЗ(В)», в котором клирики РПЦЗ(В) отмежевывались от Антония (Орлова) и Виктора (Пивоварова) и раздели «позицию членов Синода, Преосвященных Епископов Владимира и Варфоломея и Секретаря Синода, митрофорного протоиерея Вениамина Жукова, выраженную в письме к Вам от 21 мая/3 июня с.г.».
В 2005 году овдовел. В ходе конфликтов в самой РПЦЗ(В) поддержал епископа Антония (Рудея), который после смерти митрополита Виталия (Устинова) начал формировать собственную юрисдикцию, которая была зарегистрирована в Молдавии как Истинно-православная церковь Молдавии.
14 ноября 2007 года в храме святых Новомучеников и Исповедников Российских в Брюсселе епископ Антоний (Рудей) совершил монашеский постриг вдового протоиерея Раду Апостолеску с именем Роман.
15 ноября 2007 года был хиротонисан во епископа Брюссельского епископами Бэлцким и Молдовским Антонием и епископом Бирмингемским Серафимом (Скуратовым). При этом хиротонию епископа Серафима епископ Антоний вопреки целому ряду канонов совершил единолично.
О совершённых хиротония Антоний (Рудей) объявил 21 января 2008 года, утверждая затем, что получил на это согласие у другого иерарха РПЦЗ(В) Варфоломея (Воробьёва): «В предвидении крайних церковных нестроений, в силу согласованности Епископов Владимира и Анастасия, вплоть до созыва ими одностороннего Собора, мы приступили к восполнению верного епископата, с согласия Преосвященного Варфоломея, Епископа Эдмонтонского и Западно-Канадского, члена Архиерейского Синода. Нами были хиротонисаны архимандрит Серафим (Скуратов) и иеромонах Роман (Апостолеску)».
В июле 2008 года вместе с Серафимом (Скуратовым) и Антонием (Рудеем) и протоиереем Варфоломеем Жуковым участвовал в состоявшемся в храме новомучеников и исповедников российским в Вильмуасоне (Франция) «Архиерейском Соборе», на котором Антоний (Рудей) был возведён в сан архиепископа.
Его здоровье вскоре пошатнулось, и последние годы он сильно ослабел. Его привозили в храм Всех Святых в Земле Российской Просиявших, когда ему на это позволяли силы.
В начале июня 2012 года его устроили в одну семью в Румынии в условиях постоянного ухода в селе Вифорыта, жудец Дамбовица.
27 июля 2012 года скончался от рака. 29 июля, в воскресенье, он был умыт, облачен и отпет Архиепископом Бэлцким и Молдовским Антонием (Рудеем). На следующий день он был погребен на местном кладбище местным духовенством.